# Šakvice

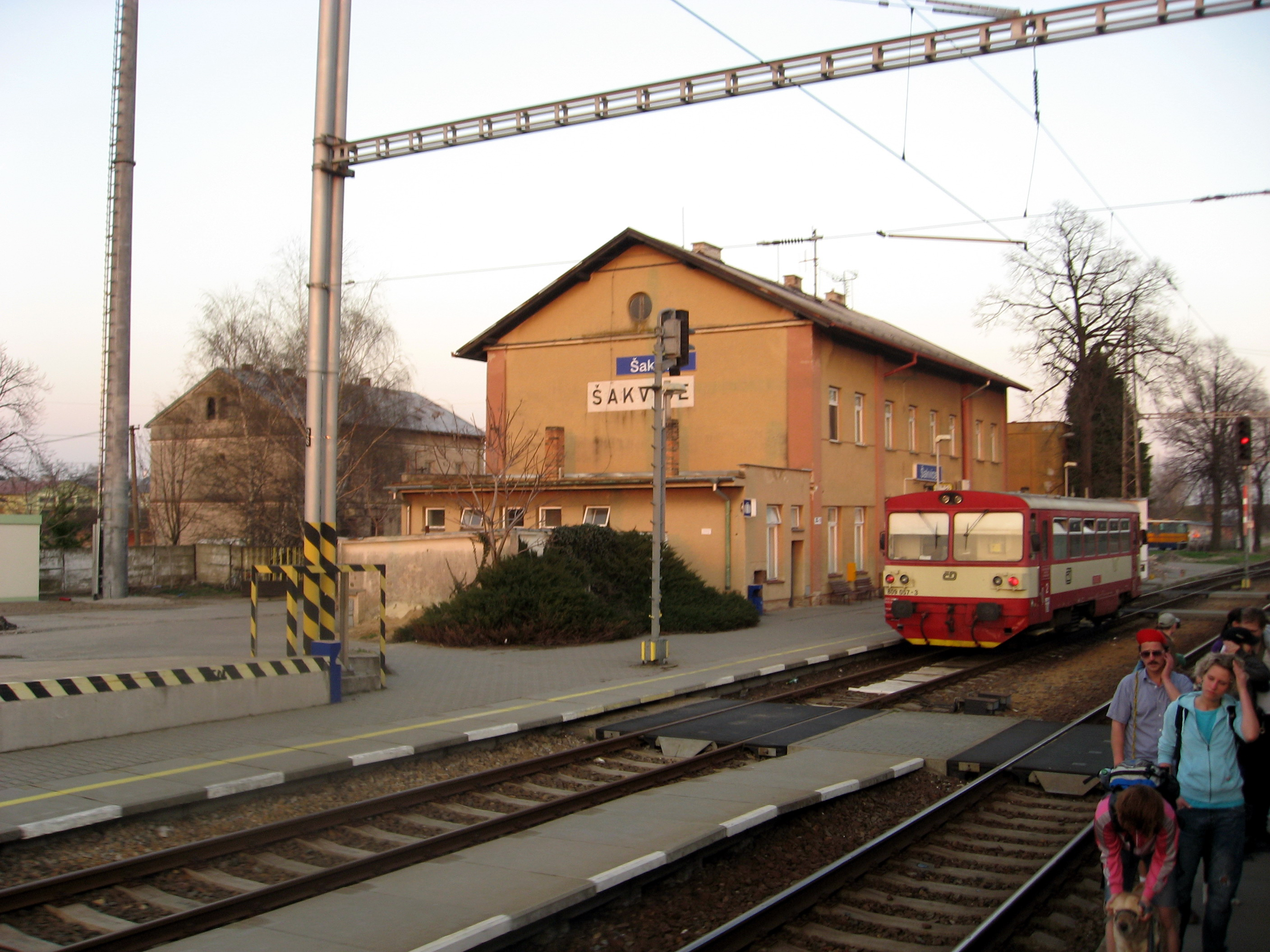
Bahnstation Šakvice

Šakvice (deutsch Schakwitz) ist eine Gemeinde in Tschechien. Sie liegt fünf Kilometer südlich von Hustopeče und gehört zum Okres Břeclav.

## Geographie
Šakvice befindet sich linksseitig der Thaya am Nordufer der unteren drei Thayastauseen, Novomlýnská nádrž, im Dolnomoravský úval (Südliches Marchbecken). Südöstlich des Dorfes mündet die Štinkovka in den Stausee. Im Norden erheben sich der Zebrák (Pettler, 292 m) und Křížový vrch (Kreuzberg, 250 m), nordöstlich der Kouty (Fleckenberg, 238 m) sowie im Nordwesten der Šibeniční vrch (Galgenberg, 196 m) und die Slunečná (Langer Sonnberg, 236 m). Gegen Südwesten liegen die Pavlovské vrchy (Pollauer Berge). Nördlich verläuft die Bahnstrecke Brno–Břeclav, von der an der zwei Kilometer vom Dorf entfernten Bahnstation Šakvice die Nebenstrecke Šakvice–Hustopeče u Brna abzweigt.
Nachbarorte sind Starovice und Hustopeče im Norden, Horní Bojanovice und Starovičky im Nordosten, Velké Pavlovice im Osten, Zaječí im Südosten, Nové Mlýny und Milovice im Süden, Pavlov im Südwesten, Dolní Věstonice und Strachotín im Westen sowie Popice im Nordwesten.

## Geschichte
Archäologische Funde in der Kirche belegen, dass das Dorf Číčovice bereits im 12. Jahrhundert bestanden hat. Es wird angenommen, dass das Dorf im Jahre 1278 erlosch, als Rudolf I. nach der Schlacht auf dem Marchfeld in Südmähren einfiel und das Land verwüstete. Die erste schriftliche Erwähnung von Číčovice erfolgte im Jahre 1371, als Markgraf Johann Heinrich das wüste Dorf zur Wiederbesiedlung an Wolf von Pritlach schenkte. Číčovice wurde als ein Straßenangerdorf beiderseits eines breiten, als Dědina bezeichneten Angers, auf dem die Kirche stand, angelegt. Im Jahre 1385 kaufte Beneš von Krawarn auf Krumlov das Dorf. Während der Hussitenkriege fiel Číčovice erneut wüst und wurde danach mit deutschen Kolonisten neu besiedelt. In dieser Zeit entstand auch der neue Ortsname Schakwitz. 1527 erwarb Heinrich von Leipa die Güter. Im Jahre 1533 siedelten sich in Schakwitz Hutterer an. Die Hutterer wurden jedoch schon zwei Jahre später bei Ausbruch einer gegen die Täuferbewegung gerichteten Verfolgungswelle aus dem Dorf vertrieben. 1538 wurde ihnen die Rückkehr gestattet. Der örtliche Bruderhof wurde zeitweise zum Zentrum der hutterischen Bewegung. 1542 fand in Schakwitz ein Konvent der Täufer statt. Fünf Jahre danach begann eine erneute Verfolgung dieser religiösen Bewegung. Zu Beginn des 17. Jahrhunderts erwarben die Liechtensteiner die Güter. Nach der Schlacht am Weißen Berg wurde Schakwitz in den Jahren 1620 und 1621 geplündert. Im Oktober 1622 wurden die Hutterer schließlich vollständig aus Schakwitz vertrieben. Sie verloren ihren gesamten Besitz und emigrierten nach Siebenbürgen. Während des Dreißigjährigen Krieges verlor das Dorf zwei Drittel seiner Bewohner. Im Hufenregister von 1656 sind für Schakwitz 57 bewirtschaftete Anwesen ausgewiesen, im Dorf lebten etwa 360 Menschen. Seit 1740 wurden die Matriken geführt. 1749 begann der Bau einer Dorfschule. Schakwitz war zu dieser Zeit gemischtsprachig, seit 1749 wurden die Gemeinderechnungen in Tschechisch geschrieben. Die Einwohnerschaft setzte sich 1752 aus 41 tschechischen und 30 deutschen Familien zusammen. Ein Großbrand zerstörte 1764 mehrere Häuser. Im Jahre 1790 lebten in den 84 Häusern des Dorfes 547 Personen. 1801 brannten die Kirche, das Pfarrhaus, die Schule, der Hof und weitere sechs Häuser nieder. Beim Durchzug Napoleonischer Truppen entstanden in Šakvice Schäden in Höhe von 38323 Gulden. Seit 1812 werden die Grundbücher geführt. In den Jahren 1835, 1842, 1843 und 1856 brachen erneut Großbrände aus. 1839 nahm die Kaiser Ferdinands-Nordbahn nördlich des Dorfes die Eisenbahnverbindung von Wien nach Brünn in Betrieb; auf freiem Feld entstand eine Bahnstation, die den Namen Auspitz-Poppitz erhielt. Šakvice bestand 1840 aus 184 Häusern und hatte 768 Einwohner.
Nach der Aufhebung der Patrimonialherrschaften bildete Šakvice/Schakwitz ab 1850 eine Gemeinde in der Bezirkshauptmannschaft Auspitz. Nach dem Deutschen Krieg siedelten sich 1866 in Šakvice preußische Soldaten an. 1894 nahm die Auspitzer Lokalbahn die Nebenstrecke von der Bahnstation Auspitz-Poppitz nach Auspitz in Betrieb. Im Jahre 1900 lebten in den 230 Häusern des Dorfes 1154 Menschen. Nachdem 1938 infolge des Münchner Abkommens die Bezirksstadt Auspitz sowie die Dörfer Groß Steurowitz, Poppitz, Saitz, Neumühl, Milowitz, Pollau, Unter Wisternitz und Tracht dem Deutschen Reich zugeschlagen worden waren, grenzte Šakvice bis 1945 im Norden, Westen und Süden an das Deutsche Reich. Das Dorf wurde zunächst dem politischen Bezirk Brünn-Land und 1942 dem politischen Bezirk Göding zugeordnet.
Nach Kriegsende wurde der Okres Hustopeče wiederhergestellt. Am 24. Dezember 1953 kam es auf der Bahnstrecke Brno–Břeclav bei der Station Šakvice zum Zusammenstoß eines Personenzuges und Schnellzuges, bei dem 103 Menschen starben und 83 verletzt wurden. Nach der Gebietsreform von 1960 wurde die Gemeinde zum 1. Jänner 1961 dem Okres Břeclav zugeordnet. 1975 begann der Bau der Thayatalsperre. Dabei wurden die Thayaniederung und der Teich Šakvický rybník überflutet. Die aus drei Stauseen bestehende Anlage wurde 1988 vollendet und hat eine Wasserfläche von 3226 ha. Seit 1997 führt Šakvice ein Wappen und Banner. Im Jahre 2003 bestand das Dorf aus 523 Häusern und hatte 1380 Einwohner. Westlich des Dorfes liegen ausgedehnte Weinberge.

## Gemeindegliederung
Für die Gemeinde Šakvice sind keine Ortsteile ausgewiesen.

## Kultur
Šakvice ist für seine Blasmusikkapellen bekannt. Die erste, vom Kapellmeister František Fic geleitete, entstand 1885. Im Jahre 1952 gründete Rudolf Štrubl seine Kapelle. Diese Tradition setzte seit den 1970er Jahren Josef Šural fort. Er engagierte sich insbesondere in der Ausbildung junger Musiker und gründete 1978 die Kapelle Túfaranka. 1992 entstand in Šakvice mit der Sokolka eine weitere erfolgreiche Blaskapelle.

## Sehenswürdigkeiten

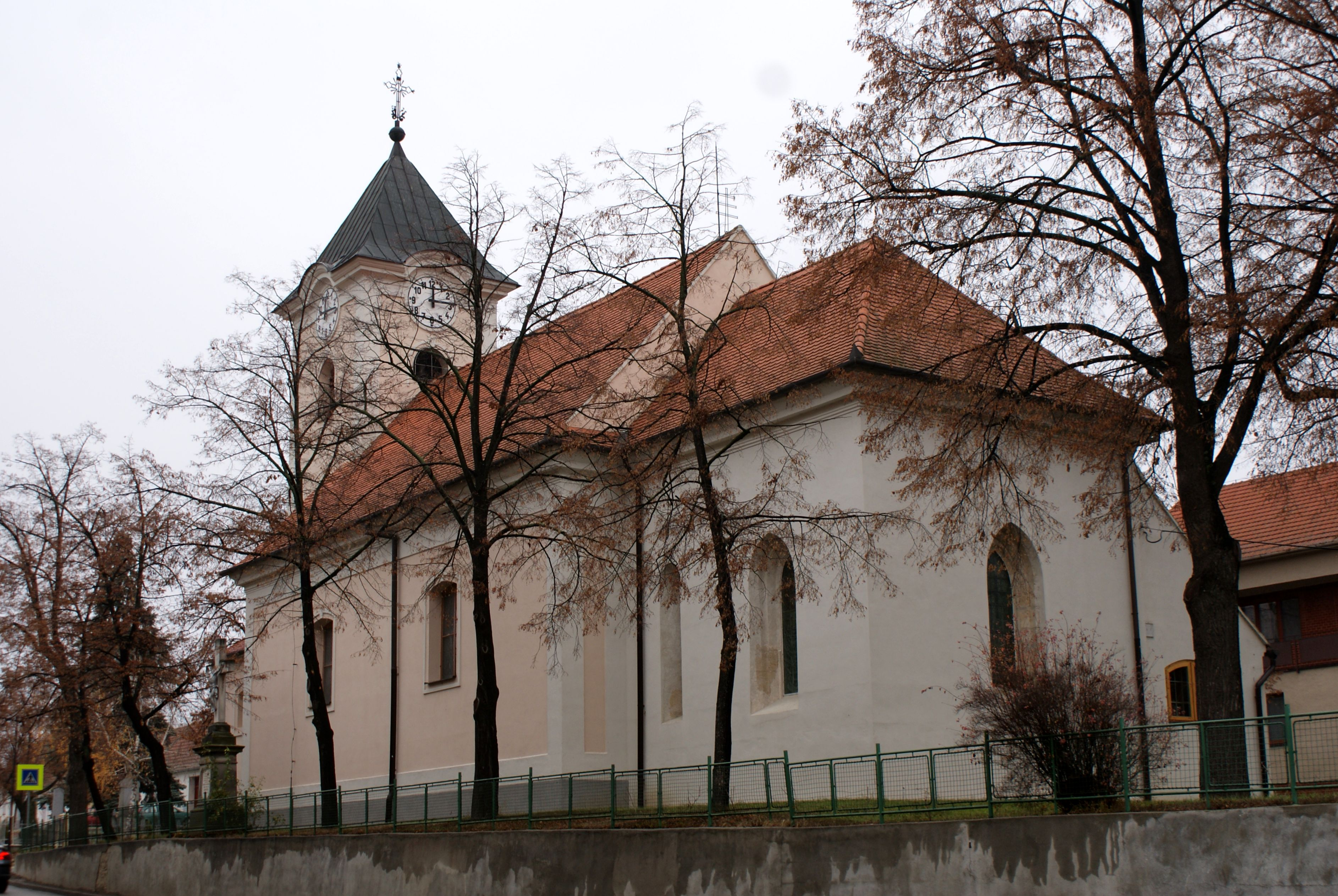
Pfarrkirche St. Barbara

- Pfarrkirche der hl. Barbara, der am oberen Teil des Dorfangers befindliche Bau besitzt einen gotischen Kern. Nach dem Brand von 1801 wurde sie wiederaufgebaut und 1802 neu geweiht. Im Jahre 2000 entdeckte Reste von Malereien und Griffelemente lassen sich bis ins 12. Jahrhundert datieren.
- Statue des hl. Johannes von Nepomuk auf dem Dorfanger, sie ist ein Geschenk von Maria Antonia von Liechtenstein und wurde 1724 gefertigt. 1950 wurde die Skulptur für Pläne einer Straßenerweiterung entfernt und nach 1990 wieder aufgestellt.
- Statue des hl. Isidor aus dem Jahre 1748, sie ist ebenfalls ein Geschenk von Maria Antonia von Liechtenstein
- Statue der hl. Dreifaltigkeit am Dorfplatz, gestiftet 1913 durch die Eheleute Josef und Barbora Karas
- Thayastauseen
- Tisch mit Intarsienmonogramm des Rates aus dem Jahre 1783 im Büro des Bürgermeisters

## Persönlichkeiten

### Söhne und Töchter der Gemeinde
- Rudolf Štrubl (1912–1982), Komponist, Kapellmeister und Organist
- Josef Šural  (1927–2002), Kapellmeister

### In der Gemeinde lebten und wirkten
- František Nosek  (1840–1924), der Heimatforscher und Autor einer Ortschronik wirkte zehn Jahre als Bürgermeister und war von 1884 bis 1896 Mitglied des Landtages.